# Square de Notre-Dame-de-la-Croix
Le square de Notre-Dame-de-la-Croix est un espace vert du 20e arrondissement de Paris dans le quartier de Belleville.

## Situation et accès
Le square est accessible par les 1-5, rue de la Mare et la rue d'Eupatoria.
Il est desservi par la ligne 2 à la station Ménilmontant.

## Origine du nom
Il doit son nom à la proximité de l'église Notre-Dame-de-la-Croix.

## Bâtiments remarquables et lieux de mémoire
- Une des fontaines Wallace de Paris.